# بين هايز
بين هايز (بالإنجليزية: Ben Hayes)‏ هو لاعب كرة قاعدة أمريكي، ولد في 4 أغسطس 1957 في نياجارا فولز في الولايات المتحدة.

## وصلات خارجية
- بين هايز على موقعبيزبول رفرنس.كوم (الدوري الرئيسي) (الإنجليزية)